# Fundatiehuis

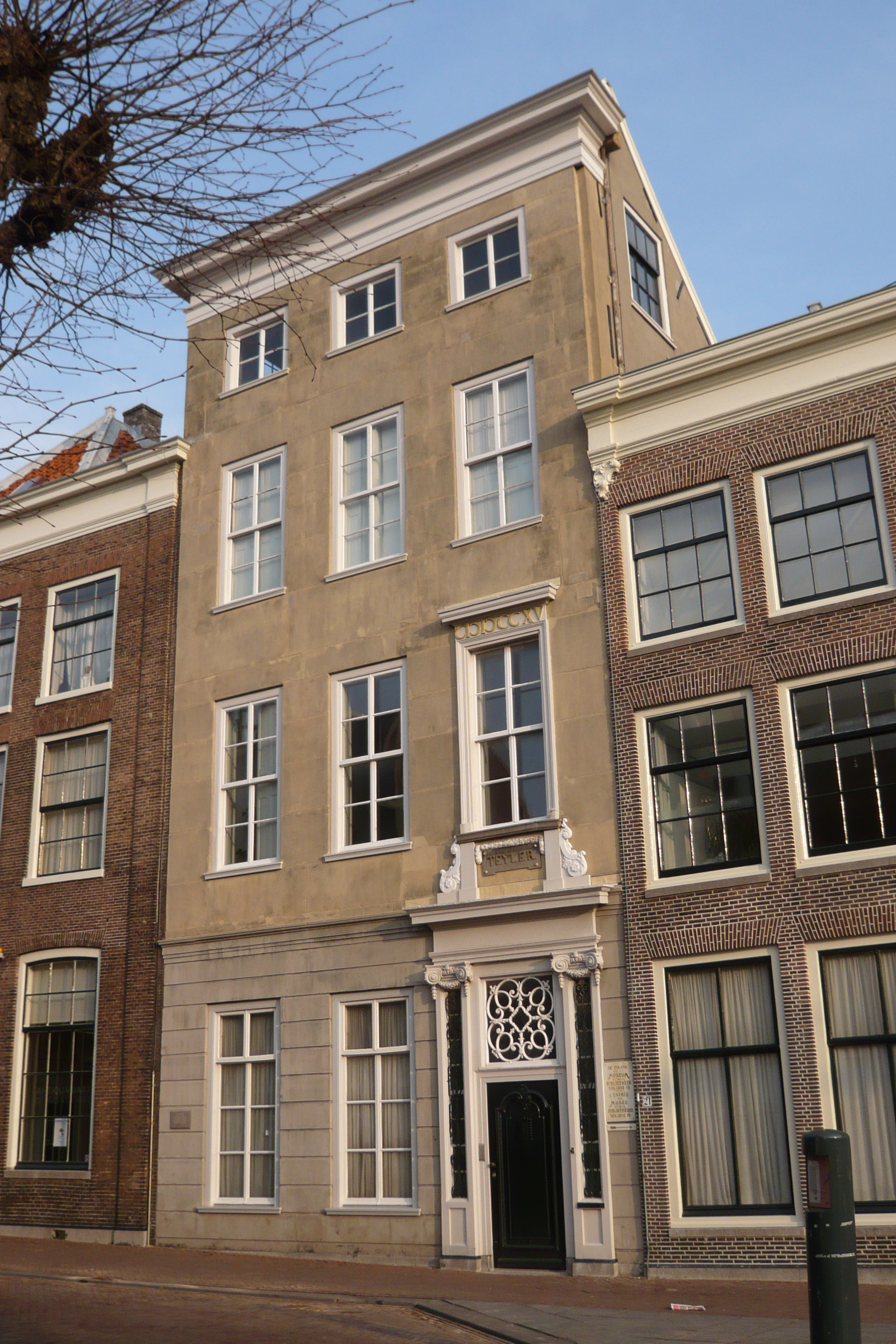
Fundatiehuis, la sede de la Fundación Teyler

Fundatiehuis (literlamente, Casa de la Fundación) es la antigua casa familiar de Pieter Teyler van der Hulst en la calle Damstraat de Haarlem (Países Bajos). Después de su muerte, se convirtió en la sede de la Fundación Teyler, donde, a través de la puerta de entrada, los visitantes pudieron acceder a la Sala Oval del Museo de Teyler. Está declarado monumento histórico de los Países Bajos (rijksmonument).

## Historia
El legado de Teyler a la ciudad de Haarlem se materializa actualmente con el Museu de Teyler, pero el 1788 estaba compuesto por dos sociedades: la primera, Teylers Eerste Genootschap, destinada al estudio de la religión y la segunda, Teylers Tweede Genootschap, que se ocupaba de la física, la poesía, la historia, el dibujo y la numismática. Cada sociedad teníaa cinco conservadores que se tenían que reunir en la habitación de Fundatiehuis de los señores (gentleman) setmanalmente, de modo que todos los involucrados vivien en Haarlem. El edificio está decorado con el arte realizado por habitantes anteriores. Desde la muerte de Teyler era costumbre que el conservador del museo se quedara a dormir en la Fundatiehuis; así que el primer habitante fue Vincent Jansz van der Vinne.
A través de un largo pasillo de la planta baja, los visitantes pueden atravesar la sala de reuniones para llegar a la Sala Oval. En el primer piso, Teyler tuvo la oficina como banquero la cual aún tiene su archivo original. También hay dos salas más pequeñas con puertas con 3 o 5 cerraduras, una para la Fundación Teyler y otra para la Sociedad de Ciencia.

## Fotografías

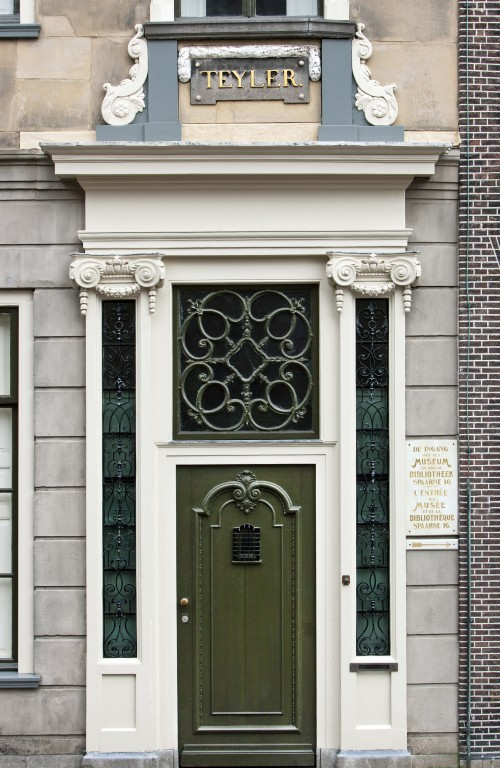
Puerta de entrada. Hasta 1885, momento de construcción de la puerta por el río Spaarne, fue la principal puerta de entrada a la Sala Oval
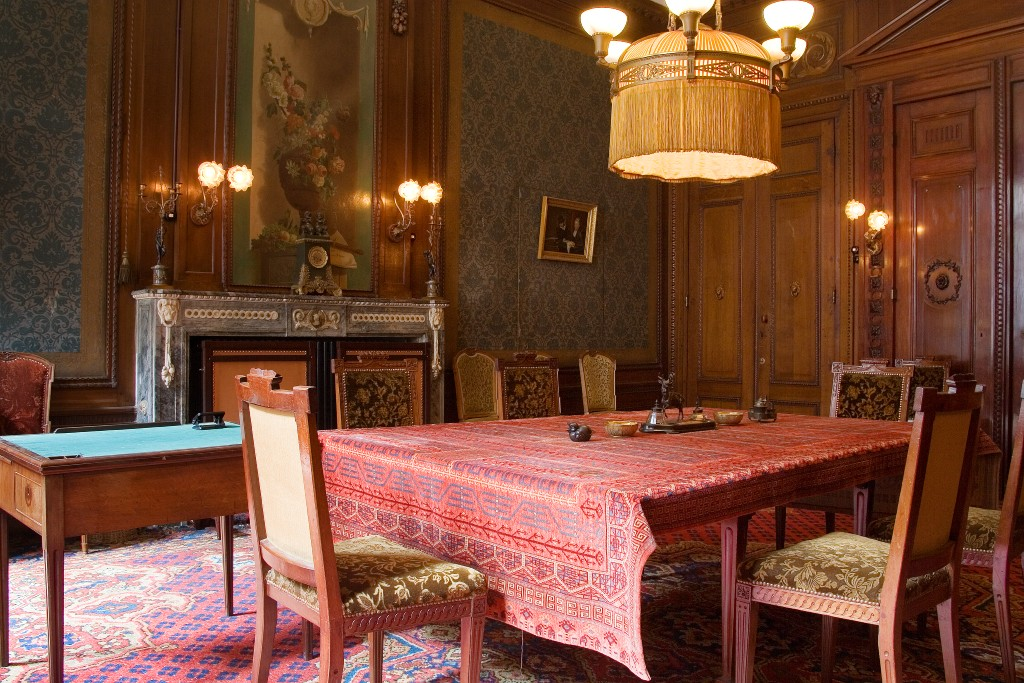
Grote Herenkamer. Decorada en estilo neoclásico por Viervant Leendert en 1782, esta sala se utilizó para hacer reuniones de la Junta de la Fundación Teyler.
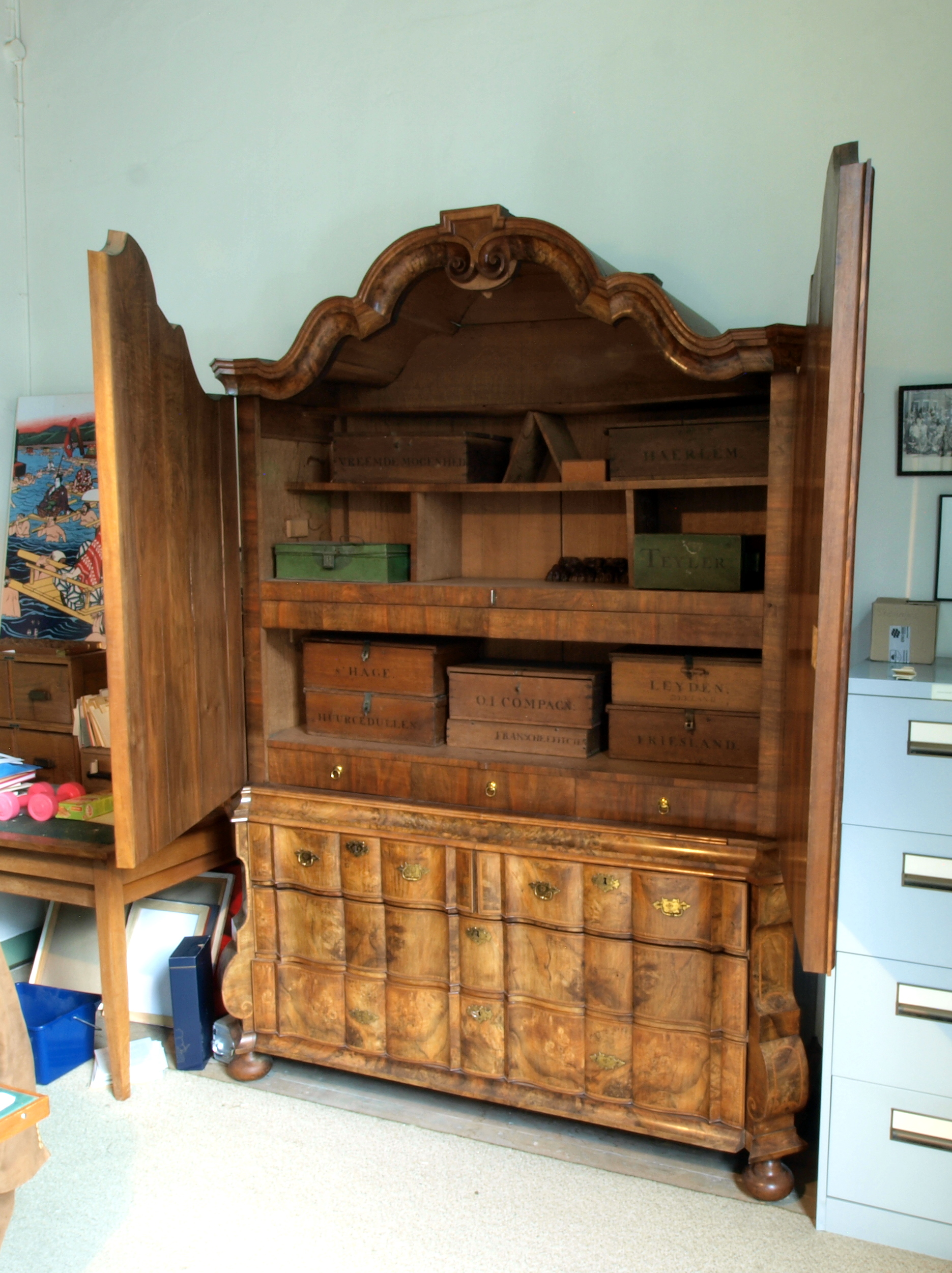
El archivador original de Teyler